# Orden al Mérito Militar (Baviera)
La Orden al Mérito Militar bávara (Militär-Verdienstorden) fue fundada el 19 de julio de 1866 por el rey Luis II de Baviera. Era la principal condecoración del reino para valentía y mérito militar para oficiales de alto rango. Civiles actuando en apoyo del ejército también eran elegibles para esta condecoración. La Orden al Mérito Militar se situaba en rango por debajo de la Orden Militar de Maximiliano José (Militär-Max-Joseph-Orden), que era el más alto honor militar.

## Clases
En la época de la I Guerra Mundial, después de una revisión total de sus estatutos en 1906, la orden constaba de las siguientes clases:
- Gran Cruz: la insignia conlgaba de una banda con una estrella en el pecho.
- 1ª clase: la insignia (más pequeña) colgaba de una banda con una estrella en el pecho.
- 2ª clase: la insignia colgaba del cuello.
- 3ª clase: la insignia colgaba de un galón en el lado izquierdo del pecho.
- 4ª clase: la insignia colgaba de un galón en el lado izquierdo del pecho. Las llamas eran en plata, igual que, si correspondía, la corona y las espadas.

La orden pordía otorgarse con espadas (que indicaba concesión en tiempos de guerra o por méritos en el combate). La Gran Cruz i la 1ª clase siembre adjuntaban la estrella en el pecho, pero en el caso de la 2ª clase, la estrella era opcional. La 3ª y 4ª clase podían otorgarse con corona o sin ella. Durante la I Guerra Mundial la orden se otorgaba como sigue:
- Gran Cruz con espadas - Mariscales de Campo, Coroneles Generales y Generales
- 1ª clase con espadas - Generales y algunos Tenientes Generales
- 2ª clase con estrella y espadas - Tenientes Generales y Mayores Generales que ya tenían la 2ª clase con espadas
- 2ª clase con espadas - Mayores Generales
- Crus de Oficial con espadas – Coroneles y algunos Tenientes Coroneles
- 3ª clase con corona y espadas - Coroneles y Tenientes Coroneles
- 3ª clase con espadas - Tenientes Coroneles y Mayores
- 4ª clase con corona y espadas - Mayores, Capitanes y algunos Tenientes (que ya tuvieran la 4ª clase con espadas)
- 4ª clase con espadas – Capitanes y Tenientes

## Diseño
Una Cruz de Malta, cubierta con esmalte azul, con un mdallón central. Entre los brazos de la cruz había llamas doradas (plateadas para la 4ª clase). En el anverso del medallón central había una L dorada coronada (monograma del fundador de la orden, el rey Luis II) sobre un fondo negro. En medallón estaba envuelto por un anillo con la inscripción "Merenti". En el reverso del medallón hay un león bávaro dorado sobre fondo negro, con la fecha "1866" en el anillo.

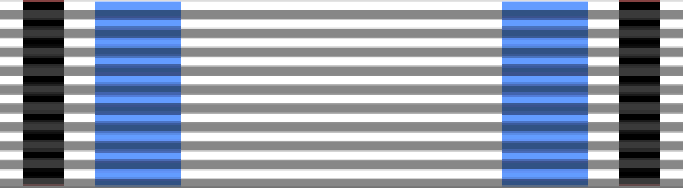
Cinta